# Illusion (canción de Dua Lipa)
«Illusion» es una canción de la cantante albanobritánica Dua Lipa. Fue lanzado el 11 de abril de 2024 a través de Warner Records, como el tercer sencillo de su tercer álbum de estudio, Radical Optimism.

## Antecedentes
En 2023, Lipa anunció que su tercer álbum de estudio se lanzaría en 2024. Lanzó el primer sencillo del álbum, «Houdini», el 9 de noviembre de 2023. Luego lanzó el segundo sencillo, «Training Season», el 15 de febrero de 2024. El 13 de marzo de 2024, la cantante anunció el álbum, Radical Optimism, a través de una transmisión en vivo de Instagram; confirmó su título, portada y fecha de lanzamiento. La lista de canciones del álbum también fue revelada el mismo día, con «Illusion» como la séptima pista.
Lipa anunció el lanzamiento de «Illusion» como sencillo el 4 de abril de 2024, a través de sus cuentas de redes sociales, junto con la portada y un fragmento de 30 segundos de la canción.

## Composición
«Illusion» es una canción de dance que contiene influencias de la música psicodélica y del French house.

## Videoclip
El videoclip de «Illusion» fue lanzada junto con la canción. Fue dirigida por Tanu Muino y filmada en la Piscina Municipal de Montjuïc en Barcelona. En el vídeo aparece un grupo de bailarines dispuestos de forma parecida a un castell, una tradición típica de Cataluña.

## Posicionamiento en las listas

### Listas semanales
| Listas (2024)                                        | Mejor posición |
| ---------------------------------------------------- | -------------- |
| Argentina (Argentina Hot 100)                        | 81             |
| Australia (ARIA)                                     | 21             |
| Austria (Ö3 Austria Top 40)                          | 61             |
| Belarus Airplay (TopHit)                             | 13             |
| Bélgica (Flandes) (Ultratop 50)                      | 10             |
| Bélgica (Valonia) (Ultratop 50)                      | 15             |
| Brasil (Brasil Hot 100)                              | 100            |
| Bulgaria International (PROPHON)                     | 5              |
| Canadá (Canadian Hot 100)                            | 28             |
| Canadá (Canada AC)                                   | 24             |
| Canadá (CHR/Top 40)                                  | 11             |
| Canadá (Hot AC)                                      | 10             |
| Chile (Monitor Latino)                               | 14             |
| CEI (Tophit)                                         | 10             |
| Croatia International Airplay (HRT)                  | 4              |
| República Checa (Rádio Top 100)                      | 2              |
| República Checa (Singles Digitál Top 100)            | 45             |
| Dinamarca (Tracklisten)                              | 33             |
| Estonia Airplay (TopHit)                             | 13             |
| El Salvador (Monitor Latino)                         | 12             |
| Francia (SNEP)                                       | 32             |
| Alemania (Offizielle Deutsche Charts)                | 76             |
| Global 200 (Billboard)                               | 15             |
| Grecia (IFPI)                                        | 12             |
| Honduras (Monitor Latino)                            | 10             |
| Irlanda (IRMA)                                       | 14             |
| Italia (FIMI)                                        | 55             |
| Japan Hot Overseas (Billboard Japan)                 | 8              |
| Kazakhstan Airplay (TopHit)                          | 13             |
| Libano (Lebanese Top 20)                             | 14             |
| Lithuania (AGATA)                                    | 26             |
| Lithuania Airplay (TopHit)                           | 3              |
| Luxemburgo (Billboard)                               | 11             |
| Moldovia Airplay (TopHit)                            | 98             |
| Países Bajos (Dutch Top 40)                          | 17             |
| Países Bajos (Mega Single Top 100)                   | 38             |
| Nueva Zelanda (Recorded Music NZ)                    | 32             |
| Nigeria (TurnTable Top 100)                          | 48             |
| Noruega (VG-lista)                                   | 27             |
| Panama (Monitor Latino)                              | 12             |
| Paraguay (Monitor Latino)                            | 15             |
| Polonia (Polish Airplay Top 100)                     | 4              |
| Polonia (Polish Streaming Top 100)                   | 69             |
| Portugal (AFP)                                       | 16             |
| Romania Airplay (TopHit)                             | 125            |
| Rusia Airplay (TopHit)                               | 5              |
| San Marino (SMRRTV Top 50)                           | 7              |
| Eslovaquia (Rádio Top 100)                           | 16             |
| Eslovaquia (Singles Digitál Top 100)                 | 44             |
| Corea del Sur BGM (Circle)                           | 73             |
| Corea del Sur Download (Circle)                      | 112            |
| España (Top 100 Canciones)                           | 39             |
| Suecia (Sverigetopplistan)                           | 24             |
| Suiza (Schweizer Hitparade)                          | 25             |
| Turquía International Airplay (Radiomonitor Türkiye) | 8              |
| Ucrania Airplay (TopHit)                             | 68             |
| Reino Unido (UK Singles Chart)                       | 9              |
| Estados Unidos (Billboard Hot 100)                   | 43             |
| Estados Unidos (Adult Contemporary)                  | 22             |
| Estados Unidos (Adult Top 40)                        | 6              |
| Estados Unidos (Hot Dance/Electronic Songs)          | 1              |
| Estados Unidos (Mainstream Top 40)                   | 7              |
| Venezuela (Record Report)                            | 25             |